# Antony Tudor

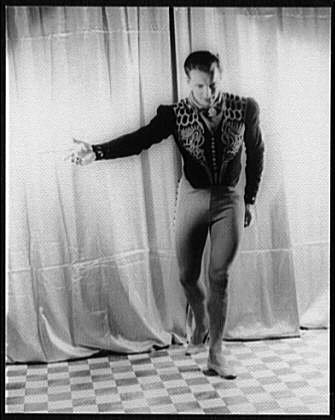
Antony Tudor i “Gala Performance”, 1941.

Antony Tudor, ursprungligen William Cook, född 4 april 1909 i London, död 19 april 1987 i New York, var en brittisk balettdansare och koreograf.

## Biografi
Tudor var verksam i USA från 1939. Han arbetade även i Sverige som balettchef vid Kungliga Teatern i Stockholm 1949-50 och 1962-64. Bland hans baletter märks Dark elegies, Eldpelaren och Ekon av trumpeter.